# Vasili Sjoelgin

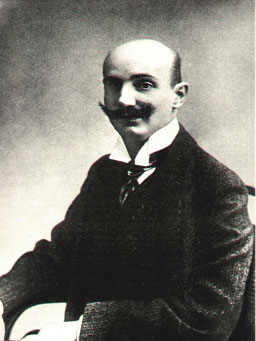
Vasili Sjoelgin

Vasili Vitaljevitsj Sjoelgin (Russisch: Васи́лий Вита́льевич Шульги́н) (Kiev, 3 januari 1878 – Vladimir, 15 februari 1976) was een Russisch politicus.

## Levensloop

### Opleiding en vroege carrière
Vasili Sjoelgin was de zoon van een hoogleraar in de geschiedenis, monarchist en krantenmagnaat. Hij studeerde rechten aan de Universiteit van Kiev, waar hij zich ergerde aan de talrijke studentenprotesten. Hij schreef antirevolutionaire artikelen in de krant van zijn vader en werd een bekende in monarchistische, centrumrechtse kringen. Ofschoon hij er antisemitische opvattingen op na hield, was hij tegen de gewelddadige pogroms die in het Kiev van het einde van de negentiende en begin twintigste eeuw vaak voorkwamen. Later, in 1913, bekritiseerde hij het proces van de Joodse Menahem Mendel Beilis (Bejlis-affaire), die ervan werd beschuldigd een Oekraïnese orthodoxe christen, Andrej Joestsjinski, op rituele wijze te hebben vermoord. Uiteindelijk werd Beilis vrijgesproken omdat de voornaamste getuigen, een lantaarnman, was omgekocht door de geheime politie.

### Doemalid
Vasili Sjoelgin werd in 1907 als centrumrechtse kandidaat in de Staatsdoema (parlement) gekozen. Als Doemalid steunde hij de hervormingen van premier Pjotr Stolypin, maar ook diens controversiële maatregelen, zoals de instelling van noodwetten en rechtbanken die snelrecht toepasten. Na de stopzetting van de hervormingen van de regering uitte hij kritiek: in zijn ogen waren hervormingen noodzakelijk voor het voortbestaan van de monarchie en het Russische Rijk.
Vasili Sjoelgin nam bij het uitbreken van de Eerste Wereldoorlog (1914) dienst in het leger. Hij ondervond al snel dat het leger in slechte toestand verkeerde.
Samen met leden van de liberale Kadettenpartij, de linkervleugel van de Oktobristenpartij, de Progressieve Partij en andere centrum(rechtse) politici vormde Sjoelgin het Progressieve Blok (1915). Het Progressieve Blok voerde oppositie tegen de regering, maar voerde tegelijkertijd een "sociaal-chauvinistische" (dat wil zeggen patriottische) koers. Ook drong het Blok aan op legerhervormingen en een betere bevoorrading van de militaire eenheden.

### Russische Revolutie
Sjoelgin was gekant tegen de Russische Revolutie, maar was wel realistisch genoeg om in te zien dat het idee van een absolute monarchie had afgedaan. Het Voorlopige Comité van de Doema, voorgezeten door Doemavoorzitter Michail Rodzjanko benoemde op 14 maart 1917 Sjoelgin en Alexander Goetsjkov (Oktobrist) tot gezanten om naar de tsaar te gaan en de akte van troonsafstand van de tsaar Nicolaas II in ontvangst te nemen.
Op 15 maart 1917 arriveerden Sjoelgin en Goetsjkov bij de keizerlijke trein. In een van de wagons overhandigde de tsaar de akte van troonsafstand. Hij deed geen troonsafstand ten gunste van zijn aan hemofilie lijdende zoon, tsarevitsj Aleksej, maar ten gunste van zijn jongere broer, de relatief liberale grootvorst Michaël. Met de troonsafstand op zak keerden de beide heren naar Petrograd terug. Op het station aangekomen had zich een menigte verzameld aan wie Sjoelgin de troonsafstand bekend werd gemaakt. Sjoelgin sprak aan het einde van de toespraak de woorden: "Leve tsaar Michaël!" De menigte reageerde woedend en probeerde Sjoelgin en Goetsjkov te grijpen. De beide heren wisten ternauwernood per auto te ontsnappen en gingen naar een geheim adres waar grootvorst Michaël, leden van de Voorlopige Regering Michail Rodzjanko, Pavel Miljoekov en prins Georgi Lvov (de nieuwe premier) en de voorzitter van de Sovjet van Petrograd, Aleksandr Kerenski, vergaderd waren. Tijdens een heftige discussie dwongen Sjoelgin, Goetsjkov en Miljoekov grootvorst Michaël haast om de troon te aanvaardden omdat de monarchie "de enige eenmakende kracht in Rusland was". Rodzjanko, Kerenski (een republikein) en prins Lvov lieten weten dat als Michaël de troon zou bestijgen, zij niet konden instaan voor de veiligheid van de nieuwe tsaar. Michaël zag na overleg met Rodzjanko en Lvov af van de troon.
Sjoelgin raakte al snel teleurgesteld in de Voorlopige Regering die eerst onder prins Lvov en daarna onder leiding van Kerenski stond. Sjoelgin was groot voorstander van een "krachtige regering" onder een "sterke man". Tijdens de bewogen Kornilov-affaire steunde hij de mislukte couppoging van generaal Lavr Kornilov. Na de mislukte staatsgreep en de groeiende macht van de bolsjewieken, die weldra, tijdens de Oktoberrevolutie, aan de macht zouden komen, vertrok Sjoelgin naar Kiev. Na de Oktoberrevolutie steunde hij de witte beweging.

### Emigratie en terugkeer in de Sovjet-Unie
In 1920 emigreerde Sjoelgin naar Joegoslavië. In 1925/1926 bezocht hij in het geheim de Sovjet-Unie en bestudeerde de Nieuwe Economische Politiek (NEP). Zijn bevindingen schreef hij op in het boek De Drie Kapitalen (Russisch: Три столицы). Tijdens zijn emigratie bleef hij in contact staan met Witte leiders totdat hij in 1937 zijn politieke activiteiten staakte.
Na de bevrijding van Joegoslavië door de legers van de Sovjet-Unie (1944) werd Sjoelgin gearresteerd en naar de Sovjet-Unie gedeporteerd. In Sovjet-Unie stond hij terecht en werd veroordeeld tot 25 jaar gevangenisstraf vanwege "vijandschap ten opzichte van het communisme en de Sovjetstaat". Na twaalf jaar gevangenisstraf (in 1956) kwam hij bij een amnestie vrij en woonde sindsdien in Vladimir. Hij schreef boeken waarin hij het communisme in Rusland accepteerde, omdat de bolsjewieken trouwe patriotten waren geworden.
In 1965 speelde hij een hoofdrol in een Sovjetdocumentaire over zijn leven. Vasili Sjoelgin overleed begin 1976 op 98-jarige leeftijd te Vladimir.